# Tóth Miklósné
Tóth Miklósné, Mészáros Irén (Szerencs, 1933. augusztus 2. – Miskolc, 2013. december 8.) magyar festő, művésztanár.

## Életpályája
Szerencsen született, haláláig ott is élt. 
A szerencsi református iskola első négy osztálya után a polgári iskolában folytatta tanulmányait. Itt György Antal művésztanár volt a rajztanára. Majd Miskolcon végezett, a Tóth Pál Református Nőnevelő Intézet Leánylíceumában, ahol rajztanára Seres János festőművész volt. Rajz-földrajz szakos tanárként kitüntetéssel diplomázott az Egri Tanárképző Főiskolán. Ezt követően a Képzőművészeti Főiskolán Balogh Jenő mesternél folytatott felsőfokú rajztanári képzést.
Nyaranta művésztelepen dolgozott. Mesterei között volt Marsovszky Endre, a Képzőművészeti Főiskola tanára. 
39 Európa-díjat tudhattak magukénak a tanítványai.[forrás?]  Festett tájképet, csendéletet, portrét, életképet realista stílusban.

## Művei
- Technikái szerint: dolgozott olajjal, akvarellel, pasztellel és vegyes technikával. Eddig 136 kiállításon szerepelt, amelyből 33 önálló, 103 csoportos kiállítás volt. Külföldön (Szlovákia, Németország, Luxemburg) ötször mutatkozott be képeivel: ebből három önálló, kettő csoportos kiállítás volt.

- Szakirodalomban: 21 saját publikációja jelent meg (Szerencsi Hírek, Pedagógusok Lapja, Magyar Jövő). Róla szóló írások, ismertetők 10 alkalommal voltak olvashatóak (Észak- Magyarország, Magy-a-szó, Lellei Újság, Szerencsi Hírek, Rheingau, Rozsnyói Újság).

Műveit 23 katalógusban mutatták be. Három alkotása múzeumokban is megtalálható, 40 pedig közintézményben látható itthon és külföldön.

## Családja
Gyermeke Zsuzsa (1955), unokája Attila (1976)
| Díjai, elismerései \| 1977 \| Kiváló Tanár- az Oktatási Minisztertől \| \| 1998 \| Europa Na Escola (aláírás: Parlamento Europeu) \| \| 2001 \| Pro Urbe Díj Szerencs Város Önkormányzatától \| \| 2002 \| B- A- Z Megyei Képző- és Iparművészeti Egyesület Alkotói Díja \| \| 2002 \| Europe At. School- Hungary- Az Európa Verseny Magyar Nemzeti Bizottságától, kiváló munkáért \| \| 2003 \| Pro Futura Europa – Az Európa Verseny Magyar Nemzeti Bizottságától, a diákok felkészítéséért \| \| 2004 \| Az Európa Tanács, az Európa Bizottság, Az Európa Parlament és az Európai Kulturális alap közös támogatásával Tóth Miklósné – tanár kiemelkedő eredményéért az Európai Verseny díjazottja (aláírás: Marek Borowski Sejmmarschal, Poland \| \| 2005 \| A Magyar Köztársaság Országgyűlése érem, két oklevéllel 1. José Manuel Barrosso President of the European Commission 2. H. E. Katalin Szili Speaker of the Hungarian National Assembly \| \| 2010 \| Csokonai Vitéz Mihály Közösségi díj a Magyar Köztársaság oktatási és kulturális miniszterétől \| \| 2011 \| Berki Viola ösztöndíj (országos I. hely) \| \| 2013 \| „Bonis Bona – A nemzet tehetségeiért” díjas kiváló versenyfelkészítő \| | |
| 1977 | Kiváló Tanár- az Oktatási Minisztertől |
| 1998 | Europa Na Escola (aláírás: Parlamento Europeu) |
| 2001 | Pro Urbe Díj Szerencs Város Önkormányzatától |
| 2002 | B- A- Z Megyei Képző- és Iparművészeti Egyesület Alkotói Díja |
| 2002 | Europe At. School- Hungary- Az Európa Verseny Magyar Nemzeti Bizottságától, kiváló munkáért |
| 2003 | Pro Futura Europa – Az Európa Verseny Magyar Nemzeti Bizottságától, a diákok felkészítéséért |
| 2004 | Az Európa Tanács, az Európa Bizottság, Az Európa Parlament és az Európai Kulturális alap közös támogatásával Tóth Miklósné – tanár kiemelkedő eredményéért az Európai Verseny díjazottja (aláírás: Marek Borowski Sejmmarschal, Poland |
| 2005 | A Magyar Köztársaság Országgyűlése érem, két oklevéllel 1. José Manuel Barrosso President of the European Commission 2. H. E. Katalin Szili Speaker of the Hungarian National Assembly                                                 |
| 2010 | Csokonai Vitéz Mihály Közösségi díj a Magyar Köztársaság oktatási és kulturális miniszterétől |
| 2011 | Berki Viola ösztöndíj (országos I. hely) |
| 2013 | „Bonis Bona – A nemzet tehetségeiért” díjas kiváló versenyfelkészítő |